# Heinrich Schönhals
Heinrich Schönhals (* 25. März 1901 in Gießen; † 23. Oktober 1981 in Oberursel) war ein deutscher Jurist und kommissarischer Oberbürgermeister von Offenbach am Main.

## Leben
Schönhals wurde als Sohn eines Zugführers geboren und besuchte nach der Volksschule das Landgraf-Ludwigs-Gymnasium in Gießen. Als Schüler wurde er 1914 Mitglied des Goethe-Bundes Gießen. 1919/20 war er Vorsitzender des Gießener Bundes zur Pflege von Musik und Literatur. Nach dem im März 1920 abgelegten Abitur studierte er an der Ludwigs-Universität Gießen Rechtswissenschaft, dass er im November 1923 mit dem ersten juristischen Staatsexamen beendete. Während seines Studiums wurde er 1920 Mitglied der Burschenschaft Arminia Gießen (1956 aufgegangen in der Turnerschaft Saxonia Marburg). 1924 wurde er zum Dr. jur. promoviert. Anschließend folgte ein zweijähriges Rechtsreferendariat und im April 1927 legte er die große juristische Staatsprüfung ab. Schönhals war folgend bei der Reichsfinanzverwaltung in Gießen, Darmstadt und Offenbach tätig, ab 1931 als Regierungsrat.
Zu Beginn der Zeit des Nationalsozialismus trat er Anfang April 1933 in die NSDAP (Mitgliedsnummer 1.802.243) ein. Von Ende März 1933 bis Anfang Januar 1934 war er kommissarischer Oberbürgermeister von Offenbach am Main, nachdem im Rahmen der Machtergreifung sein Vorgänger Max Granzin auf Druck der SA und SS abgesetzt wurde. Ab Januar 1934 war er bei der Provinzialdirektion Oberhessen beschäftigt als Oberregierungsrat. Im August 1937 wurde er Kreisdirektor des Landkreises Alsfeld, 1939 dessen Landrat. Diese Stelle hatte er bis 1945 inne. 1940 wurde er Mitglied der Kameradschaft Ulrich von Hutten.
Während des Zweiten Weltkrieges war er zudem im deutsch besetzten Polen von April 1941 an in der Innenverwaltung des Generalgouvernements Polen Leiter der Abteilung für Polizeiangelegenheiten und ab Mai 1942 dortiger Leiter der Abteilung für Beamtenrecht und Organisationen. April 1943 wurde er zum Ministerialrat bei der Regierung des Generalgouvernements ernannt.
Von 1943 bis 1945 leistete er Kriegsdienst und geriet zum Ende des Zweiten Weltkrieges 1945 in Kriegsgefangenschaft.
Schönhals war ab 1948 als Rechtsanwalt und Steuerberater in Alsfeld und Oberursel tätig, später auch als Notar in Alsfeld. Er starb 1981.

## Veröffentlichungen
- Die Verjährung im modernen Steuerrecht, verglichen mit den Vorschriften des bürgerlichen Rechts. Dissertation Universität Gießen 1924, veröffentlicht 1925.